# Iván Hurtado
Iván Jacinto Hurtado Angulo (Esmeraldas, 1974. augusztus 16.) ecuadori válogatott labdarúgó, jelenleg a kolumbiai Atlético Nacional védője.